# Andy Richards

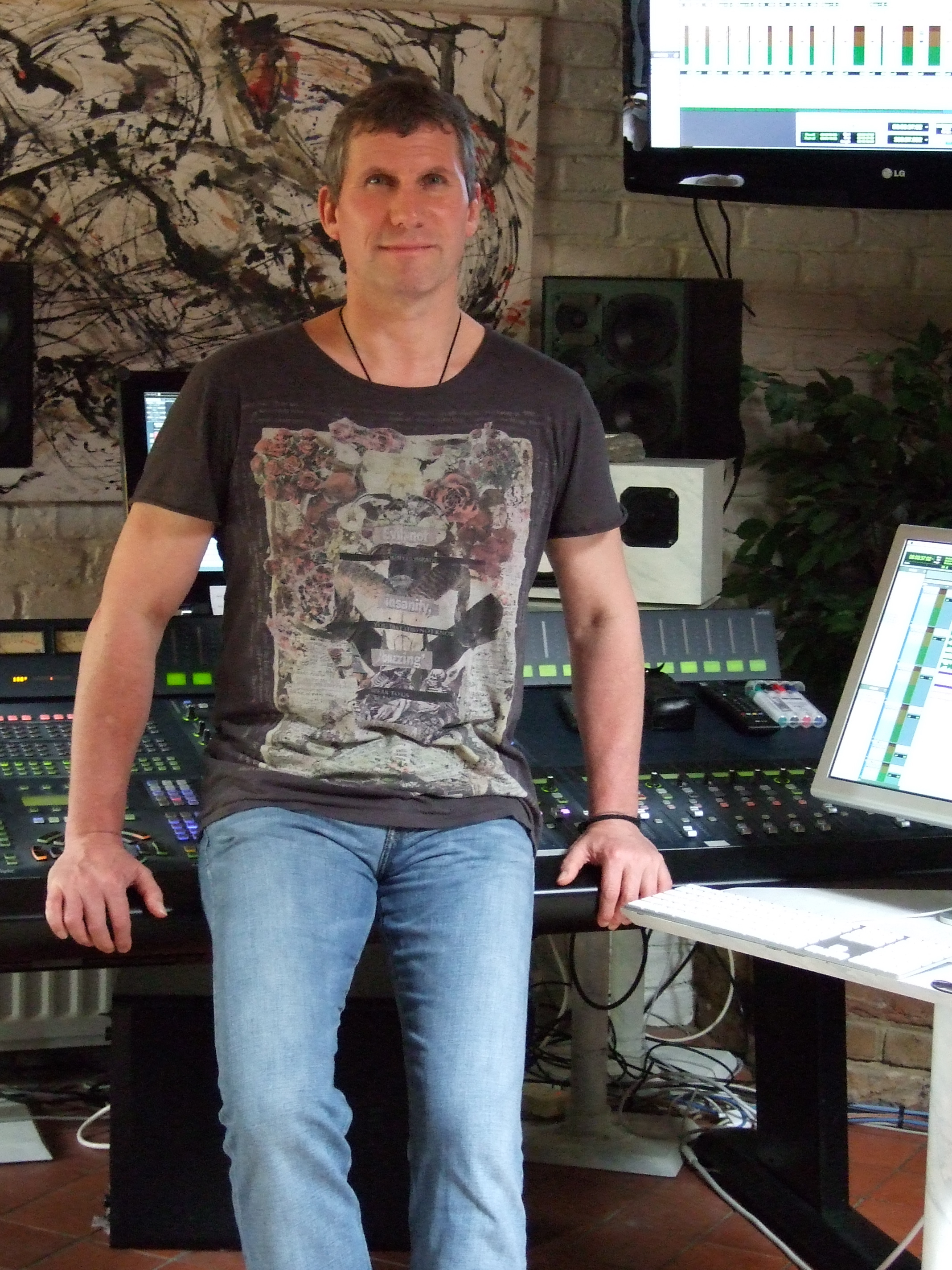
Andy Richards (2009)

Andy Richards (* 26. Oktober 1952 als Andrew John Richards in London) ist ein englischer Keyboarder, Komponist und Musikproduzent.
Richards war als Sessionmusiker oder Produzent an zahlreichen Nummer-eins-Hits beteiligt, darunter "Relax" (1984) und "Two Tribes" (1984) von Frankie Goes to Hollywood, "Careless Whisper" (1984) von George Michael, "The Lady in Red" (1986) von Chris de Burgh, "It’s a Sin" (1987), "Always on My Mind" (1987) und "Heart" (1988) von den Pet Shop Boys oder "Spaceman" (1996) von Babylon Zoo.

## Werdegang
Richards erlernte bereits im Kindesalter das Klavierspiel und begann eine musikalische Ausbildung im klassischen Bereich und erwarb Abschlüsse in Klavierpädagogik und Klavierperformance. Parallel dazu spielte er in verschiedenen Rock- und Jazz-Rock-Bands als Keyboarder. Erste Achtungserfolge gelangen ihm mit der Band Strawbs, in der Richards bis Ende der 1970er Jahre spielte. Nach Abschluss seines Studiums arbeitete er als Musiklehrer und begann seine musikalische Karriere als Sessionmusiker.
In den 1980er Jahren erlangte Richards als Keyboarder große Bekanntheit. Seine Arbeit an den Hits "Relax" und "Two Tribes" von Frankie Goes to Hollywood sowie "Careless Whisper" von George Michael erreichten die Spitze der britischen und internationalen Charts und machte ihn zu einem gefragten Sessionmusiker.
Seitdem hat Richards eine vielseitige Karriere verfolgt. Er arbeitete als Musiker, Komponist und Produzent mit zahlreichen Künstlern aus verschiedenen Genres zusammen – darunter T’Pau, Pet Shop Boys oder Trio. Seine musikalischen Beiträge sind auf zahlreichen Alben und Soundtracks zu finden. In späteren Jahren begann er, Soundtrack-Musik für Spielfilme zu komponieren, abzumischen oder zu produzieren.
In den letzten Jahren hat Richards seine eigene Musik mit der Andy Richards Band veröffentlicht – allerdings ohne nennenswerte Erfolge.